# Jack’s Blowhole

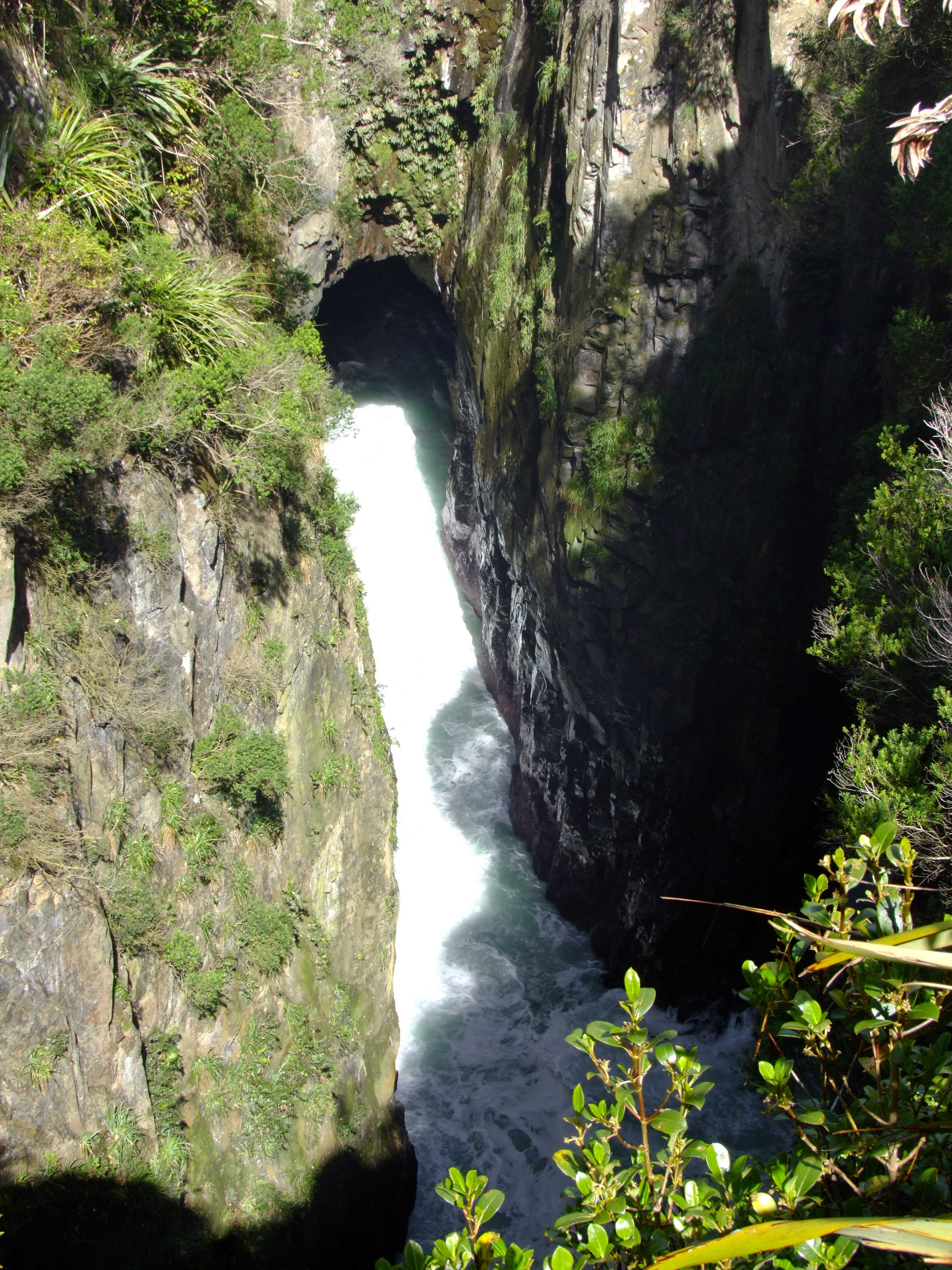
Jack’s Blowhole

Jack’s Blowhole (oder auch Jacks Blowhole) ist ein Blowhole in den Catlins in Neuseeland und eine Station auf der Southern Scenic Route. Es befindet sich 200 m von Meer entfernt und ist 144 m lang, 68 m breit und 55 m tief. Benannt wurde es nach Tuhawaiki, einem Anführer der Ngāi Tahu (einem Māori-Stamm), dessen Spitzname Bloody Jack war. Es kam zu diesem Spitznamen wegen seiner derben Sprache.